# Джанпаоло Белліні
Джанпаоло Белліні (італ. Gianpaolo Bellini; нар. 27 березня 1980, Сарніко) — італійський футболіст, що грав на позиції захисника за «Аталанту». По завершенні ігрової кар'єри — тренер, з 2017 року входить до тренерського штабу цього ж клубу.
Виступав за молодіжну збірну Італії.

## Клубна кар'єра
Народився 27 березня 1980 року в місті Сарніко. Вихованець футбольної школи клубу «Аталанта». Дорослу футбольну кар'єру розпочав 1998 року в основній команді того ж клубу, кольори якої і захищав протягом усієї своєї кар'єри гравця, що тривала цілих дев'ятнадцять років. Більшість часу, проведеного у складі «Аталанти», був основним гравцем команди.

## Виступи за збірну
Протягом 2000—2002 років залучався до складу молодіжної збірної Італії. На молодіжному рівні зіграв у 15 офіційних матчах b був учасником молодіжного Євро-2002, на якому італійці вибули на стадії півфіналів.

## Кар'єра тренера
Розпочав тренерську кар'єру невдовзі по завершенні кар'єри гравця, 2017 року, увійшовши до тренерського штабу клубу «Аталанта» як тренер команди дублерів.

## Статистика виступів

### Статистика клубних виступів
| Сезон             | Команда           | Чемпіонат         | Чемпіонат | Чемпіонат | Національний кубок | Національний кубок | Національний кубок | Усього | Усього |
| Сезон             | Команда           | Ліга              | Ігор      | Голів     | Ліга               | Ігор               | Голів              | Ігор   | Голів  |
| ----------------- | ----------------- | ----------------- | --------- | --------- | ------------------ | ------------------ | ------------------ | ------ | ------ |
| 1998–99           | «Аталанта»        | B                 | 4         | 0         | КІ                 | 0                  | 0                  | 4      | 0      |
| 1999–00           | «Аталанта»        | B                 | 20        | 0         | КІ                 | 7                  | 1                  | 27     | 1      |
| 2000–01           | «Аталанта»        | A                 | 23        | 0         | КІ                 | 6                  | 2                  | 29     | 2      |
| 2001–02           | «Аталанта»        | A                 | 20        | 0         | КІ                 | 2                  | 0                  | 22     | 0      |
| 2002–03           | «Аталанта»        | A                 | 19+2      | 0         | КІ                 | 1                  | 0                  | 22     | 0      |
| 2003–04           | «Аталанта»        | B                 | 30        | 2         | КІ                 | 0                  | 0                  | 30     | 2      |
| 2004–05           | «Аталанта»        | A                 | 29        | 0         | КІ                 | 8                  | 0                  | 37     | 0      |
| 2005–06           | «Аталанта»        | B                 | 30        | 1         | КІ                 | 5                  | 0                  | 35     | 1      |
| 2006–07           | «Аталанта»        | A                 | 32        | 1         | КІ                 | 0                  | 0                  | 32     | 1      |
| 2007–08           | «Аталанта»        | A                 | 23        | 2         | КІ                 | 1                  | 0                  | 24     | 2      |
| 2008–09           | «Аталанта»        | A                 | 34        | 0         | КІ                 | 2                  | 0                  | 36     | 0      |
| 2009–10           | «Аталанта»        | A                 | 29        | 1         | КІ                 | 1                  | 0                  | 30     | 1      |
| 2010–11           | «Аталанта»        | B                 | 33        | 0         | КІ                 | 1                  | 0                  | 34     | 0      |
| 2011–12           | «Аталанта»        | A                 | 20        | 1         | КІ                 | 0                  | 0                  | 20     | 1      |
| 2012–13           | «Аталанта»        | A                 | 11        | 0         | КІ                 | 1                  | 0                  | 12     | 0      |
| 2013–14           | «Аталанта»        | A                 | 9         | 0         | КІ                 | 0                  | 0                  | 9      | 0      |
| 2014–15           | «Аталанта»        | A                 | 15        | 0         | КІ                 | 2                  | 0                  | 17     | 0      |
| 2015–16           | «Аталанта»        | A                 | 15        | 1         | КІ                 | 0                  | 0                  | 15     | 1      |
| Усього за кар'єру | Усього за кар'єру | Усього за кар'єру | 396+2     | 9         |                    | 37                 | 3                  | 435    | 12     |